# Louise Bourgoin
Ariane Louise Bourgoin, més coneguda com a Louise Bourgoin (Vannes, Morbihan, 28 de novembre de 1981), és una actriu, model i presentadora de televisió francesa.

## Primers anys i carrera
Louise és filla de mestres de secundària, que la van motivar per seguir una carrera estable i va cursar cinc anys d'estudis a l'École Des Beaux-Arts de Rennes. Es va convertir en mestra d'arts plàstiques al mateix temps que treballava com a model. Alguns dels seus treballs més notables com a model van ser com a debutant per al fotògraf Ian Sanderson.
Després de graduar-se el 2004, Bourgoin va començar a presentar el programa de televisió Kawaï! al canal de televisió Filles. Dos anys més tard, va fer una breu aparició al programa Direct 8. Al mateix temps, va treballar amb el presentador de televisió Marc Lacombe en un programa pilot per a PlayStation TV. Aquest canal de televisió mai va emetre i el programa no s'ha distribuït.
El 2006 va treballar com a dona del temps per a Li Grand Journal amb Michel Denisot, emès en horari nocturn al Canal +. Amb la finalitat d'evitar que les audiències la confonguessin amb la seva companya presentadora en el Grand Journal Ariane Massenet, Bourgoin va seleccionar el pseudònim de Salomé, però el Canal + li va rebutjar i aleshores va triar el nom de Louise Bourgoin en homenatge a l'escultora Louise Bourgeois.
El 2008 li van oferir el seu primer paper en una pel·lícula, interpretant una dona del temps a The Girl from Monaco. Posteriorment, va participar en diverses pel·lícules com ara Les extraordinàries aventures d'Adèle Blanc-Sec, de Luc Besson –Adèle i el misterii de la mòmia, en català–,i Black Heaven (titulada originalment L'autre monde), de Gilles Marchand, que va participar fora de concurs al Festival de Cannes el 2010.

## Filmografia

### Cinema i televisió

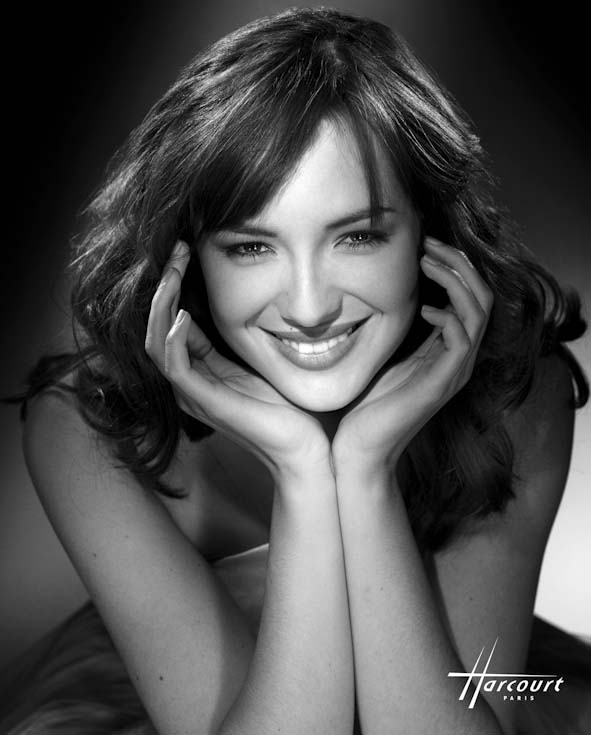
Portrait oficial de l'Estudi Harcourt en 2009

| Any  | Títol                                | Paper                       | Notes                                                |
| ---- | ------------------------------------ | --------------------------- | ---------------------------------------------------- |
| 2008 | The Girl from Monaco                 | Audrey Varella              | Nominada al Premi César a la Millor Actriu Revelació |
| 2008 | Els Bonus de Guillaume               | Louise/Diversos personatges | Sèrie de televisió                                   |
| 2009 | Little Nicholas                      | La fleuriste                |                                                      |
| 2010 | White as Snow                        | Michèle                     |                                                      |
| 2010 | Sweet Valentine                      | Camille                     |                                                      |
| 2010 | Adèle i el misteri de la mòmia       | Adèle Blanc-Sec             |                                                      |
| 2010 | Black Heaven                         | Audrey                      |                                                      |
| 2011 | A Happy Event (Un heureux événement) | Barbara Dray                |                                                      |
| 2011 | L'amour duri trois ans               | Alice                       |                                                      |
| 2013 | La Religieuse (The Nun)              | Supérieure Christine        |                                                      |
| 2013 | The Love Punch                       | Manon                       |                                                      |
| 2013 | Going Away                           | Sandra                      |                                                      |
| 2015 | Mojave                               | Milly                       |                                                      |
| 2015 | Je suis un soldat                    | Sandrine                    |                                                      |
| 2015 | Els Chevaliers blancs                | Laura                       |                                                      |
| 2015 | La Fi de la nuit                     | Marie                       | Pel·lícula per a televisió                           |
| 2018 | Hipòcrates                           | Chloé                       | Sèrie de televisió                                   |
| 2022 | Família a la força                   | Jeanne                      |                                                      |